# Jan Steenbergen
Jan Steenbergen (Heerde, 1675 - Amsterdam, 1728) was een Nederlands instrumentenbouwer uit de barokperiode. Steenbergen leerde zijn stiel in Amsterdam bij Richard Haka (1645 - 1705) en was een tijdlang werkzaam in de Kerkstraat in Amsterdam nabij de Amstelkerk.
De blokfluitvirtuoos Frans Brüggen bezit een altblokfluit van Jan Steenbergen, die als voorbeeld gediend heeft voor vele kopieën.